# Jan van Breda Kolff
Jan Gualtherus van Breda Kolff (Medan, Índies Orientals Neerlandeses, 18 de febrer de 1894 - West Chatham, Massachusetts, 6 de febrer de 1976) va ser un futbolista neerlandès que va competir a començament del segle xx. Jugà com a davanter i en el seu palmarès destaca la medalla de bronze en la competició de futbol dels Jocs Olímpics d'Estocolm, el 1912.
Pel que fa a clubs, jugà al HVV Den Haag entre 1911 i 1913. A la selecció nacional jugà un total d'11 partits, en què marcà un gol. Debutà contra Bèlgica l'abril de 1911 i disputà el seu darrer partit contra la matixa selecció el març de 1913.